# Mestská hora
Mestská hora (1529 m) – szczyt w zachodniej części Niżnych Tatr na Słowacji. Znajduje się w tzw. Ďumbierskich Tatrach (Ďumbierske Tatry) w Dolinie Lupczańskiej (Ľupčianska dolina). Wznosi się w północno-zachodnim grzbiecie Małego Chabeńca (Malý Chabenec), który poprzez szczyty Mestská hora i Javorina opada do górnej części Doliny Lupczańskiej, oddzielając dolinę potoku Ľupčianka od jej dopływu – potoku Veľký Oružný potok. 
Mestská hora to dwuwierzchołkowy, słabo wyodrębniony szczyt o niewielkiej wybitności. Wznosi się po północnej stronie głównej grani Niżnych Tatr w obrębie Parku Narodowego Niżne Tatry. Jej zbocza porasta las, grzbiet jest kosodrzewinowo-trawiasty.
Przez Mestską horę prowadzi szlak turystyczny łączący osiedle Magurka z główną granią Niżnych Tatr.

## Szlaki turystyczne
Magurka – Mestská hora – sedlo Ďurkovej. Czas przejścia: 2.10 h, ↑ 1.30 h